# Етнічна Бурятія

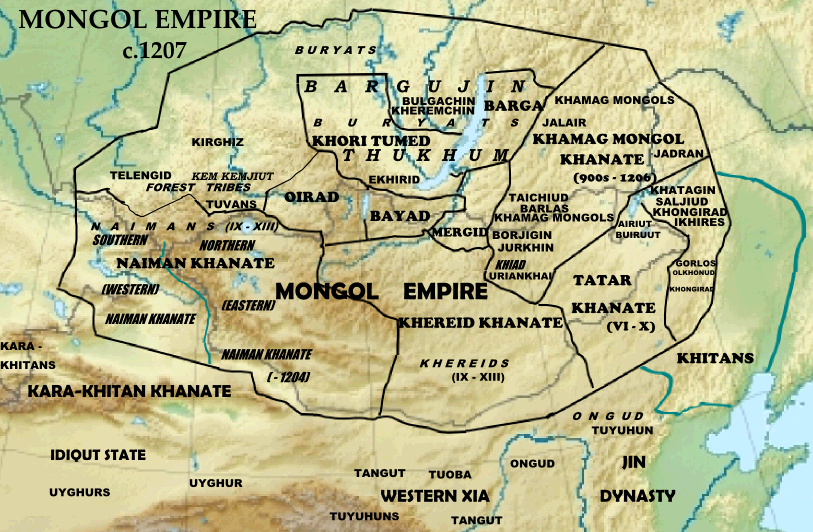
Монгольська імперія бл. 1207 року

Етнічна Бурятія (суч.), Баргуджин-Токум (іст.) — історична область в районі озера Байкал, до якої входять: сучасні Республіка Бурятія, південна і центральна частини Іркутської області (бур. Эрхүү можо), східна присаянська частина Красноярського краю і Забайкальський край (бур. Байгалай шанад хизаар).
Протомонгольські племена, які проживали тут у II—I тис. до н. е., створили культуру плитових могил.
На рубежі нашої ери територія на південь від Байкалу входила до складу держави Хунну — стародавнього кочового народу, який з 220 року до н. е. по II століття н. е. населяв Монгольське плато.
Частково регіон входив до складу монгольських держав Сяньбі (93-234), Жужаньского каганату (330—555), Ляо (906—1125), Монгольської імперії (1206—1368), Монгольського каганату (1368—1691). «На початку III ст. переважна більшість сяньбійських племен, включаючи Табгачі, перекочували із Забайкалля».
Тумети в IX—XIII століттях, до переселення у Внутрішню Монголію, населяли південне Приангар'я і західне Забайкалля.
Основне населення країни Баргуджин-Токум становили баргути, хорі-тумати, булагати і керемучіни. Також згадуються гілки баргутів — племена туласі, урянхайці (лісові урянкати) і байлуки (баяти). Населення Баргуджин-Токума було відомо під загальним ім'ям хойін-ірген.
Інші монголомовні лісові племена жили на сучасних територіях Бурятії, Туви, Іркутської області, Красноярського і Забайкальського країв.
Цілком можливо, що на рубежі XII і XIII ст. ойрати займали більшу територію, ніж верхів'я Єнісею, включаючи Приангарський край, лісові райони, міжгірські долини і степи на північному сході Саян і Танну-Ола.
Меркіти (монг. мэргид — влучні, вправні) населяли південь західного Забайкалля до XIII століття. За однією з найвірогідніших версій, саме вони є предками деяких родів сучасних бурятів.
Баяти є найбільшим монгольським плем'ям, яке відоме з давніх часів. Частина народу в XVII столітті перекочувала на захід й осіла у відрогах Хангая в долинах рік Завхан і Делгер-Мурен, а потім далі — за Монгольським Алтаєм в Джунгарському ханстві.
Баргути населяли Забайкалля в V — IX століттях під назвою байирку. Вони розташовувалися в північному Прибайкаллі в XIII столітті. Пізніше перекочували у Внутрішню Монголію. Баргути розмовляють бурятською мовою, яка входить до північної групи монгольських мов.
Джалаїри (монг. жалайр) жили у басейні річки Онон.
У XIII столітті тайджиути (монг. тайчууд жили в південній частині сучасного Забайкальського краю. У X—XIII ст. Забайкальський край входив до складу Всемонгольської держави і халха-монголи до XVII в. перекочували на території Байкальського регіону.
До середини XVII століття монголомовні даури (разом з підгрупою гогулі) жили в долині річки Шилка, у верхів'ях Амура і Бурея. За назвою цього народу регіон їх проживання отримав назву Даурія.
Найбільш західними територіями розселення бурятських племен були долини річок Уда (Чуна) і Бірюса (Вона), аж до річки Кан в Красноярському краї.